# Ву (кана)
𛄟 в хирагане и 𛄢 в катакане — хэнтайгана, а также символ каны и японский слог.

## История
Предполагается, что 𛄟 имел звуковое значение /β̞u/. Наряду с 𛀆 и 𛀁 (йи и е соответственно), слог ву официально не входил в кану, поскольку эти слоги не встречаются в родных японских словах; однако в период Мэйдзи лингвисты почти единогласно приняли решение о добавлении знаков каны для обозначения йи, е и ву. Считается, что 𛀆 и ву никогда не встречались как слоги в японском языке, а 𛀁 был объединен с え и エ.

## Коды символов вкодировках
- Юникод
  - 𛄟: U+1B11F
  - 𛄢: U+1B122